# Syrena (squat)
Syrena – squat (skłot) i autonomiczne centrum społeczne mieszczące się w kamienicy przy ul. Wilczej 30 w Warszawie.

## Historia
Budynek przy ul. Wilczej 30 pochodzi z XIX wieku. W 1945 został przeznaczony do rozbiórki ze względu na swój kiepski stan. Wówczas jego połowa została całkowicie zniszczona, natomiast klatki schodowe oraz front były poważnie uszkodzone. Pomimo tego, w tym samym roku budynek na dziko zasiedliło 50 osób, które rozpoczęły remont. Na przełomie 1945/1946 na większą skalę ruszył koncesjonowany remont mieszkań dla wszystkich za pieniądze z budżetu. Wraz z dekretem o komunalizacji gruntów powstało mieszkalnictwo komunalne (pierwszy raz w historii miasta, którego domy przed wojną w 97 proc. należały do prywatnych kamieniczników). Zalegalizowano też pobyt „dzikich lokatorów”, którzy mieszkali i sami remontowali swoje domy.

### Prywatyzacja kamienicy
Kamienica funkcjonowała od 1945 jako budynek komunalny. W 2006 przeszła w ręce prywatne. Jak podawali mieszkańcy, zwiększono wówczas trzykrotnie czynsz, a także zlikwidowano stanowisko dozorcy budynku. Negocjacje z nowym właścicielem, a także urzędem miasta, trwały kilka lat. Finalnie wydano opinię o możliwości zawalenia się budynku i nakazano wszystkim mieszkańcom jego opuszczenie. Po wysiedleniu mieszkańców, budynku nie poddano renowacji. Ze względu na obecność lokatorów w jednym z mieszkań budynku, nie zabezpieczono jego reszty przed aktami wandalizmu oraz szabrowania.

### Skłot Syrena
10 marca 2011 grupa osób zajęła opuszczony już niemal budynek i rozpoczęła wewnątrz prace remontowe, które miały przystosować go do zamieszkania. Wówczas oficjalnie założono Autonomiczną Przestrzeń Inicjatyw Syrena. Miało to miejsce tydzień po zabójstwie Jolanty Brzeskiej, warszawskiej działaczki na rzecz praw lokatorów. Jak można przeczytać na oficjalnej stronie skłotu: „przestrzeń funkcjonuje jako miejsce działań niekomercyjnych oraz wsparcia lokalnych inicjatyw i mieszkańców. Kolektyw Syrena używa przestrzeni jako źródła bezpośrednich interwencji i konfrontacji z polityką miasta oraz prywatnych inwestorów, którzy zgodnie z priorytetem zysku wspólnie negują prawa mieszkańców do miasta”.
Po pewnym czasie skłot, poza pełnieniem funkcji mieszkalnej, rozwinął również działalność społeczną na wielu polach. Organizowane są liczne warsztaty i zajęcia, w tym np. nauka języka rosyjskiego czy lekcje z języka polskiego dla obcokrajowców, ale również próby teatru ulicznego. Odbywają się dyżury prawne dla lokatorów zagrożonych nieuzasadnionymi podwyżkami czynszu lub eksmisją. Raz w tygodniu każdy ma możliwość zjedzenia darmowego posiłku na skłocie. Poza tym mają tutaj miejsce spotkań różne inne formalne i nieformalne inicjatywy, jak np. Warszawska Kooperatywa Spożywców (posiadała lokal m.in. przy ul. Wilczej 29a), Warszawskie Stowarzyszenie Lokatorów; pole dla swych działań znajdują działacze praw człowieka, inicjatyw pracowniczych czy inicjatyw na rzecz praw imigrantów.
W skłocie, poza przestrzenią mieszkalną, mieści się również m.in. szwalnia, pracownia rzeźby i sitodruku, szablonownia i pokój graficzny czy świetlica. Prowadzony jest także darmowy sklep, w ramach którego, każdy ma możliwość pozostawienia nieużywanych rzeczy oraz wzięcia czego potrzebuje ze sklepu. W bramie budynku znajduje się szafka jadłodzielni prowadzona przez Foodsharing Warszawa, w ramach której można zostawić jedzenie, które następnie zostaje przekazane potrzebującym. Członkowie kolektywu prowadzą także warsztat rowerowy oraz bibliotekę.
Przy skłocie, od maja 2016, funkcjonuje klubokawiarnia Cafe Kryzys. Jak piszą o sobie sami prowadzący, działa ona na zasadach anarchistycznej spółdzielni, co w praktyce oznacza brak hierarchicznej struktury organizacji. Lokal serwuje wegańskie dania oraz napoje, jak również sprzedaje książki. Odbywają się w nim także spotkania tematyczne.

#### Licytacja w 2014
W październiku 2014 w warszawskim sądzie miała odbyć się licytacja komornicza kamienicy przy ul. Wilczej 30. Interwencja komornicza wynikała ze zgłoszenia urzędu dzielnicy Śródmieście, wobec której właściciel kamienicy był zadłużony na kwotę 200 tys. zł za użytkowanie wieczyste. 15 października przed skłotem odbyła się ok. 150-osobowa pikieta przeciwko licytacji kamienicy. Licytacja ostatecznie się nie odbyła, ponieważ właściciel kamienicy zawarł z miastem umowę, na podstawie której miał spłacić zadłużenie w inny sposób (w tym 50 tys. zł od razu).

#### Film
W 2016, staraniem mieszkańców skłotu, powstał krótkometrażowy film dokumentalny o Syrenie pod tytułem House on Strike. W tym samym roku otrzymał główną nagrodę w kategorii film dokumentalny na Tolpuddle Radical Film Festival w Tolpuddle.